# Emmerich Weissenberger
Emmerich Weissenberger (* 1966 in Graz) ist ein österreichischer Künstler.

## Leben
Weissenberger studierte bei Franz Graf und Gunter Damisch an der Akademie der Bildenden Künste Wien Bildhauerei. Sein Kunstschaffen mit Zeichnungen, Malerei, Installationen und Kunstaktionen hat seit Jahren einen starken religiösen Bezug, wie Themen mit Tabu Tod, Das Erwachen und Ikonographisches zeigen.
Am Karfreitag, den 2. April 2010, ist er mit einer Kunstaktion, auf einem Baugerüst beim Stephansdom in Wien, nur mit Lendenschurz und Dornenkrone bekleidet, als Kruzifix in Erscheinung getreten. Er hatte die Aktion, die auf den sexuellen Missbrauch in der römisch-katholischen Kirche Bezug nimmt, auf seiner Homepage angekündigt und löste damit eine Aktion mit Polizei und Feuerwehr aus, wurde danach verhaftet, und wird vermutlich wegen Sachbeschädigung angeklagt werden.

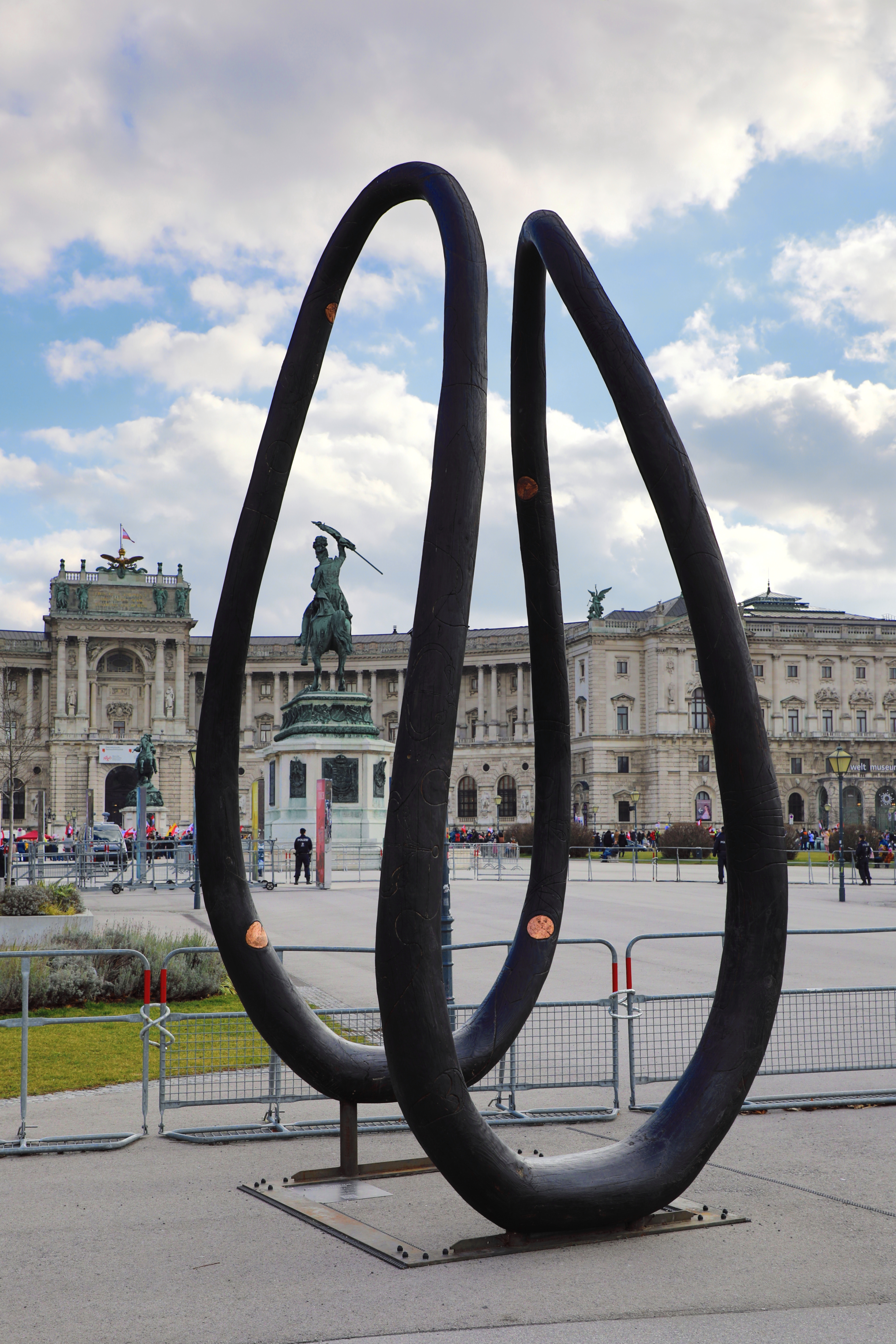
Das „Corona-Denkmal der Hoffnung“ von Weissenberger und Ruzsics

Im Zuge der COVID-19-Pandemie wurde im November 2021 am Heldenplatz ein von Emmerich Weissenberger und Nora Ruzsics gestaltetes fünf Meter hohes Corona-Denkmal enthüllt, das von Martin Essl gestiftet wurde. Das Denkmal ging als Schenkung an die Medizinische Universität Wien und wurde 2023 vor dem AKH Wien aufgestellt.

## Filme
- Nora Ruzsics: Ölpapierhaus beim Neulandcamp09 Eine Installation. Semperdepot Wien. November 2009. Online youtube.com 4:06min
- Nora Ruzsics: ANNA.IKONA - Geliebter Tod 2009 Eine Kunstaktion zu Allerheiligen 2009. Anatomisches Institut der Universität Wien. Online youtube.com 4:19min